# Соловйовська сільська рада (Оренбурзький район)
Соловйо́вська сільська рада (рос. Соловьёвский сельский совет) — сільське поселення у складі Оренбурзького району Оренбурзької області Росії.
Адміністративний центр та єдиний населений пункт — селище Соловйовка.

## Населення
Населення — 773 особи (2019; 722 в 2010, 643 у 2002).